# Ellen Adair
Ellen Adair (* 2. April 1988 in Philadelphia, Pennsylvania) ist eine US-amerikanische Schauspielerin und Schriftstellerin.

## Leben
Ellen Adair wurde in Philadelphia als Tochter eines Hochschullehrers und einer Kunsthistorikerin geboren. Ihre Arbeit als Schauspielerin begann sie in örtlichen Theatern während ihres Studiums an der Boston University. Größere Bekanntheit erlangte Adair durch ihre Rollen in Homeland (als Janet Bayne in Staffel 7, 2018), The Sinner (als Bess McTeer in Staffel 2, 2018) und Billions (als Graff in Staffel 2, 2017). Neben ihrer Tätigkeit in Spielfilmen und Serien tritt sie auch regelmäßig in Theatern auf. So spielte sie beispielsweise in William Shakespeares Stück All’s Well That Ends Well in einer Produktion des Shakespeare Theatre of New Jersey an der Drew University in Madison, New Jersey, unter der Regie von Stephen Fried und an der Seite von Tamara Tunie, John Ahlin, Clark Carmichael und Clifton Duncan in der Besetzung. Im Januar 2019 veröffentlichte sie zudem unter dem Titel Curtain Speech im Verlag „Pen and Anvil Press“ ihren ersten eigenen Gedichtband.

## Deutsche Synchronsprecherin
Adair wurde in der Serie Billions von Lisa Marie Becker und in Homeland von Anja Burghardt synchronisiert.

## Filmografie (Auswahl)
- 2006: Brotherhood (Fernsehserie, 1 Episode)
- 2007–08: American Masters (Fernsehserie, 2 Episoden)
- 2015: The Slap (Fernsehserie, 4 Episoden)
- 2017: Billions (Fernsehserie, 6 Episoden)
- 2018: The Sinner (Fernsehserie, 5 Episoden)
- 2018: Homeland (Fernsehserie, 5 Episoden)
- 2018: Chicago Fire (Fernsehserie, 1 Episode)
- 2019: The Good Fight (Fernsehserie, 1 Episode)
- 2019: Bull (Fernsehserie, 1 Episode)
- 2020: Navy CIS: New Orleans (Fernsehserie, 1 Episode)

## Bibliografie
- 2019: Curtain Speech (Pen and Anvil Press)